# 長體西鯡
長體西鯡為輻鰭魚綱鲱形目鲱科的其中一種，被IUCN次級保育類動物，分布於黑海及亞速海地區的淡水、半鹹水及鹹水域，本魚身體微側扁，被大薄鱗片，深藍色的背部，成為雙方腹側銀綠褐色或金黃色，背鰭硬棘4-6枚，背鰭軟條12-16枚，臀鰭硬棘3-4枚，臀鰭軟條16-22枚，脊椎骨55-59枚，體長可達39公分，棲息在沿海、河口區，為洄游性魚類，屬肉食性，可做為食用魚。

## 擴展閱讀
維基物種上的相關：長體西鯡